# República Centroafricana en los Juegos Olímpicos de Londres 2012
La República Centroafricana participó en los Juegos Olímpicos de Londres 2012 en el Reino Unido. El Comité Olímpico de la República Centroafricana envió a un total de seis atletas (tres hombres y tres mujeres) a los Juegos en Londres, para competir en cuatro disciplinas deportivas.

## Atletas
La siguiente tabla muestra el número de atletas en cada disciplina:
| Deporte   | Hombres | Mujeres | Total |
| --------- | ------- | ------- | ----- |
| Atletismo | 1       | 1       | 2     |
| Lucha     | 0       | 1       | 1     |
| Natación  | 1       | 0       | 1     |
| Taekwondo | 1       | 1       | 2     |
| Total     | 3       | 3       | 6     |

## Atletismo

### Hombres
- Béranger Bosse - 100 metros - no avanzó a la semifinal[3]

### Mujeres
- Elisabeth Mandaba - 800 metros - no avanzó[3]

## Lucha
- 63 kg - Sylvie Datty-Ngonga - 0 : 3 - Soronzonboldyn Batceceg - perdida, no avanzó[4]

## Natación
- Christian Nassif - 50 metros, estilo libre - puesto: 55 - no avanzó a la semifinal[5]

## Taekwondo

### Hombres
- 68 kg - David Boui - 2 : 7 - Mohammad Bagheri Motamed - perdida, octavos de final[6]
- 68 kg - David Boui - 2 : 14 - Rohullah Nikpai - perdida, repasaje n.º 1[6]

### Mujeres
- 49 kg - Seulki Kang - 0 : 14 - Lucija Zaninović - perdida, octavos de final[6]